# نيريا غارمنديا
نيريا غارمنديا (بالإسبانية: Nerea Garmendia)‏ هي ممثلة ومقدمة برامج تلفزيونية إسبانية، ولدت يوم 29 أكتوبر 1979 في بياساين في إسبانيا.

## روابط خارجية
- نيريا غارمنديا على موقع IMDb (الإنجليزية)
- نيريا غارمنديا على موقع قاعدة بيانات الفيلم (الإنجليزية)
- نيريا غارمنديا على موقع كينوبويسك (الروسية)